# Ángel González Ucelay
Ángel González Ucelay (Elche, Alicante, 15 de junio de 1965) es un periodista deportivo español.
Acumula más de 20 años de experiencia en diversos medios, en los que ha cubierto múltiples eventos deportivos, siendo Punto Radio el último medio en el que ha trabajado.
Es considerado en algunos ámbitos como «el rey de las narraciones», debido a su gran personalidad para retransmitir eventos deportivos.

## Biografía
Cántabro de adopción, se inició en El Diario Montañés donde firmó sus primeras crónicas deportivas. Comenzó en la radio, donde se consolidaría como periodista deportivo, en el año 1981. Desde ese año actuó como locutor en Radiocadena Española, Radio Nacional de España y Antena 3 Radio, donde coincidió con uno de sus mentores, José María García. Formó parte del equipo de García que trabajó en la Cadena COPE y Onda Cero hasta 2002, en que éste abandonó su carrera profesional.
Ya como director de deportes, pasó primero a Somosradio y después a Radio Intercontinental, puestos que alternó con apariciones televisivas en Telemadrid y Onda 6. En 2008 se incorporó, junto a Agustín Castellote (con quien ya había coincidido en el equipo de García), a la redacción deportiva de Punto Radio, donde realizó retransmisiones en directo y dirigió y presentó El Mirador de la Liga. En junio de 2010 fue despedido de Punto Radio al negarse a retransmitir el Mundial de Sudáfrica en las condiciones que la cadena pretendía. El canal radiofónico decidió realizar la cobertura del campeonato sin pagar a la FIFA los derechos de retransmisión de los encuentros, realizando las mismas a través de su visionado por televisión, lo que Ucelay consideró inaceptable.
Sus narraciones han incluido todo tipo de deportes: fútbol, balonmano, golf, hockey, remo y ciclismo.

## Eventos cubiertos
- UEFA Champions League.
- Recopa de Europa de fútbol.
- Copa de la UEFA.
- Juegos Olímpicos.
- Tour de Francia.
- Giro de Italia.
- Vuelta Ciclista a España.
- Euroliga.
- Campeonato del Mundo de balonmano.
- Copa Davis.[2]